# Pimlico
Pimlico (pronunciación en inglés: /ˈpɪmlɨkoʊ/) es una pequeña zona del centro de Londres, en la ciudad de Westminster. Como Belgravia, de la que se construyó como una extensión meridional, Pimlico es conocida por sus grandes plazas con jardín y su arquitectura de la Regencia.  
El área está separada de Belgravia en la parte norte por la estación de Victoria, y limita hacia el sur con el río Támesis, hacia al este con Vauxhall Bridge Road y con el antiguo Grosvenor Canal hacia el oeste.
En el centro de Pimlico se encuentra una zona muy definida de calles residenciales diseñadas por el urbanista Thomas Cubitt a partir de 1825 y protegidas ahora como área de conservación de Pimlico. Pimlico es también el lugar donde se encuentra el desarrollo Dolphin Square anterior a la Segunda Guerra Mundial y los pioneros Churchill Gardens y fincas Lillington and Longmoore Gardens, ahora diseñados como zonas de conservación por derecho propio. La zona tiene más de 350 edificios protegidos con Grado II y varias iglesias de Grado II*.
Entre los residentes notables están el político Winston Churchill, la diseñadora Laura Ashley, el filósofo Swami Vivekananda, el actor Laurence Olivier, el ilustrador y autor Aubrey Beardsley, el nacionalista keniata Jomo Kenyatta y el inventor del tenis sobre hierba Walter Clopton Wingfield.

## Historia

### Primera época y origen del nombre
En los siglos XVI y XVII, la Manor de Ebury fue dividida y alquilada por la Corona a servidores o sus favoritos. En 1623, Jacobo I vendió la propiedad vitalicia de Ebury por 1151 libras y 15 chelines. La tierra se vendió varias veces más, hasta que llegó a las manos de la heredera Mary Davies en 1666.

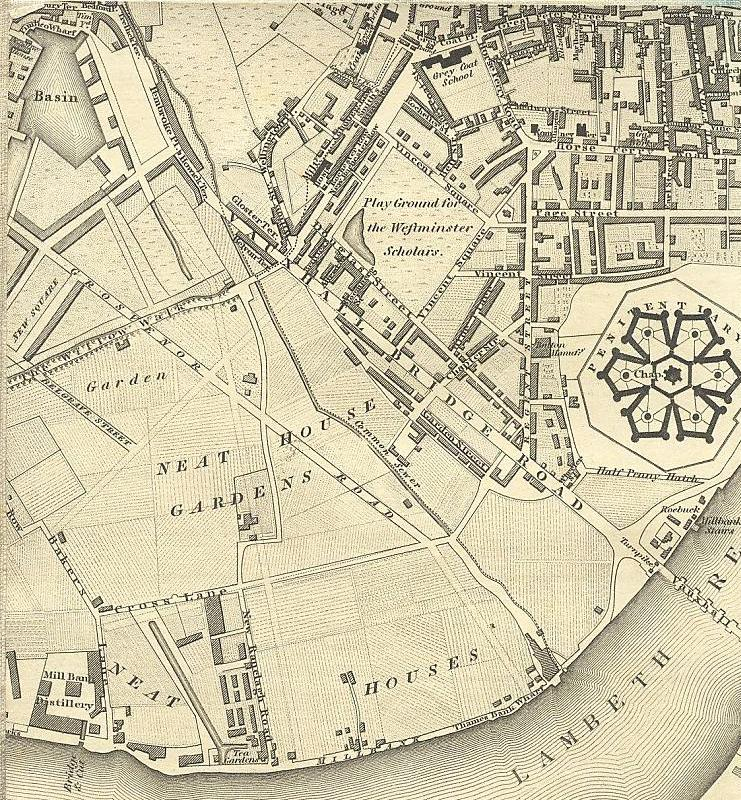
Mapa de Greenwood de 1827 mostrando partes de Pimlico y Millbank antes del desarrollo

La dote de Mary no sólo incluyó "The Five Fields" de la moderna Pimlico y Belgravia, sino también la mayor parte de lo que hoy es Mayfair y Knightsbridge. Es comprensible que tuvo muchos pretendientes, pero en 1677, a los doce años, se casó con sir Thomas Grosvenor. Los Grosvenor eran una familia de ascendencia normanda asentados desde hace tiempo en Eaton Hall en Cheshire quienes hasta este favorable matrimonio no tenían más que una importancia local en su condado natal de Cheshire. A través del desarrollo y buen manejo de esta tierra los Grosvenor adquirieron enormes riquezas.
En algún momento a finales del siglo XVII o principios del XVIII, la zona dejó de ser conocida como Ebury o "The Five Fields" y obtuvo el nombre por el que se la conoce hoy en día. Aunque sus orígenes se discuten, es en «claramente de derivación extranjera... Gifford, en una nota en su edición de Ben Jonson, nos dice que 'de Pimlico se habla a veces como una persona, y no es improbable que haya sido el señor de una casa en el pasado famosa por su cerveza de una particular descripción.» En defensa de esta etimología, Rev. Brewer describe la zona como "un distrito de jardines públicos muy frecuentada en vacaciones. Según la tradición, recibe su nombre de Ben Pimlico, famoso por su cerveza de color pardo. Sus jardines de té, sin embargo, estaban cerca de Hoxton, y la carretera hasta ellos fue llamada Pimlico Path, de manera que lo que hoy se llama Pimlico también fue llamada por la popularidad del establecimiento de Hoxton".

### Desarrollo y declive
Para el siglo XIX, y como resultado de un incremento en la demanda por propiedad en la parte, previamente nada de moda, del West End tras la Gran Peste y el incendio de Londres, Pimlico estaba en el punto justo para que lo desarrollasen. En 1825, Thomas Cubitt fue contratado por Lord Grosvenor para desarrollar Pimlico. La tierra había sido pantanosa hasta entonces, pero fue recuperada usando suelo excavado durante la construcción de St Katharine Docks.
Cubitt desarrolló Pimlico como una cuadrícula de bellas hileras de casas adosadas, blancas, de estuco. Las casas más grandes y opulentas se construyeron a lo largo de St George's Drive y Belgrave Road, las dos principales calles, y las plazas de Eccleston, Warwick y St George's Square. Lupus Street contiene casas grandiosas parecidas, así como tiendas y, hasta principios del siglo XX, un hospital para mujeres y niños. Propiedades a menor escala, típicamente de tres plantas, se alinean en las calles laterales. Un artículo de periódico de 1877 describe Pimlico como "gentil, sagrada para los hombres profesionales... no lo suficientemente ricos para gozar de Belgravia propiamente dicha, pero lo suficiente como para vivir en una casa particular". Sus habitantes eran "más vivaces que en Kensington... y aun así por encima de Chelsea, que es sólo comercial".
Aunque la zona estaba dominada por clases medias y altas como demuestra el mapa de la pobreza elaborado en 1889 por Booth, partes de Pimlico se dice que habían decaído significativamente para la década de 1890. Cuando el reverendo Gerald Olivier se trasladó al vecindario en 1912 con su familia, incluyendo a un joven Laurence Olivier, para ser ministro en la parroquia de St Saviour, era parte de un atrevimiento a los "barrios bajos" de Londres occidental que previamente había llevado a la familia a las profundidades de Notting Hill.
A finales del siglo XIX, Pimlico vio la construcción de varios Peabody Estates, proyectos de casas de caridad diseñados para proporcionar casas de calidad asequibles.

### Resurgir en elsigloXX
La proximidad a las Casas del Parlamento hicieron de Pimlico un centro de actividad política. Antes de 1928, el Partido Laborista y Trades Union Congress compartieron oficinas en Eccleston Square, y fue allí en 1926 cuando se organizó la huelga general de 1926.
A mediados de los años 1930, Pimlico vivió una segunda ola de desarrollo con la construcción de Dolphin Square, una "ciudad" contenida en sí misma de 1250 pisos de calidad superior en el lugar anteriormente ocupado por las obras de construcción de Cubitt. Terminada en 1937, pronto se convirtió en un lugar popular entre los miembros del Parlamento y funcionarios. Aquí vivió el fascista Oswald Mosley hasta que lo arrestaron en 1940, y los cuarteles generales de la Francia Libre durante gran parte de la Segunda Guerra Mundial.
Pimlico superó la guerra con su carácter esencial intacto, aunque parte tuvieron un significativo daño por bombas. Aunque en la década de 1950 estas zonas fueron el centro de un re-desarrollo a gran escala como los Churchill Gardens y Lillington and Longmoore Gardens, y muchas de las grandes casas victorianas fueron convertidas en hoteles o se les dio otros usos.
Para obtener un calor eficiente y asequible para los residentes de los nuevos desarrollos de posguerra, Pimlico se convirtió en uno de los pocos lugares del Reino Unido en tener un sistema de calefacción de distrito. Este tipo de calor se convirtió en popular tras la SGM para caldear amplias zonas residenciales que estaban en lugares afectados por el Blitz. El Pimlico District Heating Undertaking (PDHU) está justo al norte del río Támesis. El PDHU empezó a estar operativo en 1950 y siguió expandiéndose hasta la actualidad. El PDHU en el pasado se basó en calor disipado por la ahora en desuso Battersea Power Station en el lado meridional del río Támesis. Aún está operativa, el agua ahora caldeada localmente por un nuevo centro de energía que incorpora 3.1 MWe /4.0 MWTh de motores CHP encendidos a gas y 3 × 8 MW calderas de gas.
En 1953, el II duque de Westminster vendió la parte de la finca Grosvenor en la que Pimlico está construida.
Pimlico fue conectada al metro de Londres en 1972 como un añadido tardío a la Victoria line. Después de la designación de un área de conservación en 1968 (ampliada en 1973 y de nuevo en 1990), la zona ha visto una amplia regeneración. Sucesivas olas de desarrollo han dado a Pimlico una interesante mezcla social, combinando restaurantes exclusivos y residencias con las instalaciones de mantenimiento del Consejo de la Ciudad de Westminster.

## Edificios destacados

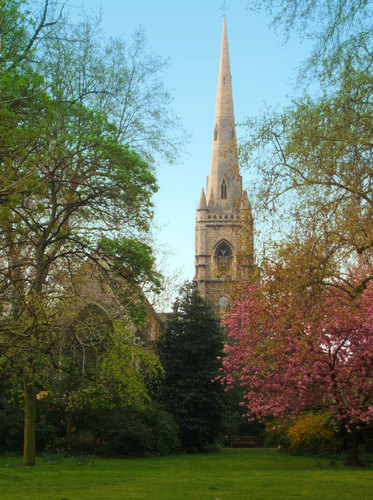
St Gabriel's Church en Warwick Square

Dolphin Square es un bloque de apartamentos privados construido entre 1935 y 1937. En la época de su construcción el desarrollo fue considerado como el más grande bloque de apartamentos en Europa autosuficiente. Ahí viven muchos miembros del Parlamento.
Churchill Gardens es una gran finca residencial que abarca la esquina suroeste de Pimlico. Se desarrolló entre 1946 y 1962 según diseño de los arquitectos Powell y Moya, reemplazando muelles, locales industriales y varios edificios adosados de Cubitt dañados durante el Blitz.
En Buckingham Palace Road está el anterior "Empire Terminal" de Imperial Airways, un sorprendente edificio de Art Moderne diseñado en 1938 por el arquitecto Albert Lakeman. El correo, las mercancías y los pasajeros se transportaban desde la terminal a Southampton a través de los raíles antes de transferirlo a hidroaviones. El edificio sirve actualmente como cuartel general de la National Audit Office.
La zona contiene varias atractivas iglesias anglicana, construidas sobre todo en la época en que se estableció el vecindario. Entre ellas están la de San Gabriel, San Sanvador y Santiago el Menor. La iglesia católica de la zona, Santos Apóstoles, fue desttruida en el Blitz y reconstruida en 1957. El cuartel general de la Conferencia de obispos católicos de Inglaterra y Gales se encuentra en Eccleston Square.
La Tate Britain se encuentra dentro del distrito de Millbank, pero en un corto paseo desde la estación de metro de Pimlico y está considerada un hito de Pimlico. La asociación del distrito con las bellas artes se ha visto reforzada por el reciente traslado del Chelsea College of Art and Design a la anterior Royal Army Medical College cerca de la Tate.
La Escuela de Pimlico, un instituto de educsción secundaria construido entre 1967 y 1970, fue un notable ejemplo de arquitectura brutalista. Fue demolido en 2010.

## Residentes destacados

### Blue plaques
- Aubrey Beardsley, ilustrador – vivió en el 114 de Cambridge Street
- Sir Winston Churchill, político – vivió en el 33 de Eccleston Square
- Joseph Conrad, novelista británico nacido en Polonia – vivió en el 17 de Gillingham Street
- Sir Michael Costa, director de orquesta y reformador – vivió en el 59 de Eccleston Square
- William Morris 'Billy' Hughes, 7.º primer ministro de Australia – nació en el 7 de Moreton Place
- Jomo Kenyatta, primer presidente de Kenia – vivió en el 95 de Cambridge Street[11]
- Douglas Macmillan, fundador de Cancer Relief – vivió en el 15 de Ranelagh Road[12]
- Swami Vivekananda, filósofo hindú – vivió brevemente en el 63 de St George's Drive
- Mayor Walter Clopton Wingfield, padre del tenis sobre hierba – vivió en el 33 de St George's Square

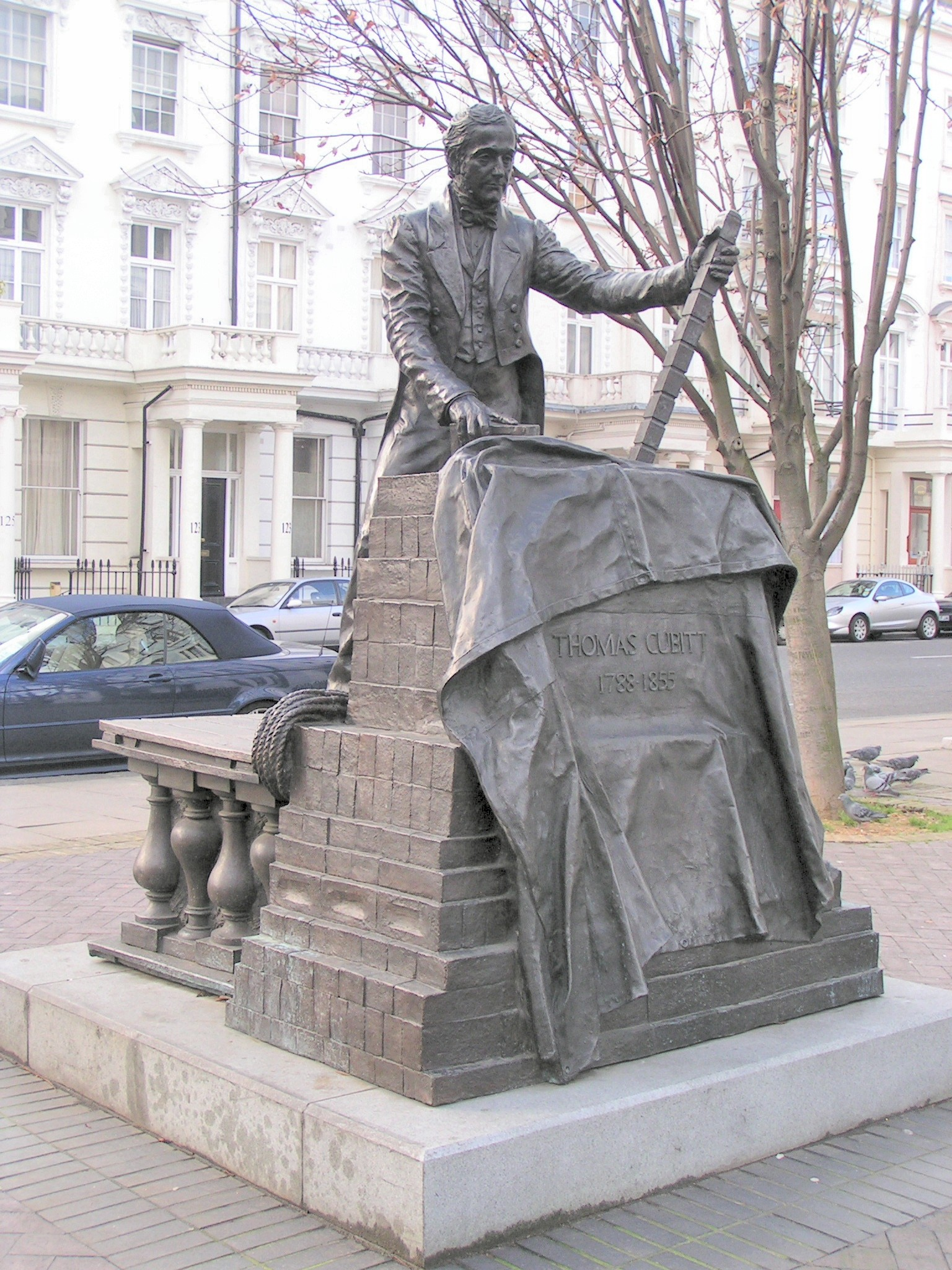
Estatua de Thomas Cubitt por William Fawke en Denbigh Street

### Otros
- Laura Ashley, diseñadora – 83 Cambridge Street
- Wilfrid Brambell, actor, estrella de Steptoe and Son – Denbigh Street[13]
- James Crump, fundador de la St. Aubyn's School, Woodford Green – 86 Cambridge Street
- Anthony Davis, humorista y presentador
- Charles De Gaulle, líder de la Francia Libre y presidente de Francia – Dolphin Square
- Douglas Douglas-Hamilton, 14.º duque de Hamilton, primer hombre que sobrevoló el monte Everest – nació en el 71 de Eccleston Square[14]
- Steve Hackett, anterior guitarrista de Genesis guitarist
- William Hague, ministro de asuntos exteriores británico
- Basil Harwood, organista y compositor
- Michael Howard, anterior líder del Partido Conservador
- Catherine Johnson, creadora del musical Mamma Mia!
- James Lennox Kerr, autor socialista escocés
- Oswald Mosley, líder de la Unión de Fascistas Británicos – Dolphin Square
- Ian Nairn, crítico de arquitectura – 14 Warwick Square
- Laurence Olivier, actor – 22 Lupus Street
- Barbara Pym, escritor – 108 Cambridge Street
- Pamela Colman Smith, apodada Pixie, artista, ilustradora, y escritora
- Bram Stoker, autor de Drácula – murió en el 26 de St. George's Square[15]
- Gianluca Vialli, delantero de fútbol italiano y mánager
- Lucy Bethia Walford, novelista nacida en Escocia, murió el 11 de mayo de 1915 – en el 17 de Warwick Square.[16]
- Herbert William Weekes, pintor de género y de animales – nació en Pimlico hacia el año 1842
- Henry Weekes, RA, escultor de la época victoriana – trabajó en el n.º 2, vivió en el n.º 96, de Eccleston Street[17]
- Rhys Ifans, actor galés
- Numerosos miembros del Parlamento
- Colin Falconer- guitarrista – 24 Westmoreland Terrace
- The Small Faces, banda de los 60 – 22 Westmoreland Terrace

## En las artes
Pimlico es el lugar en el que se ambienta la versión de 1940 de Gaslight.
El Pimlico posterior a la SGM fue el escenario de la comedia Ealing Passport To Pimlico.
En Orthodoxy de G. K. Chesterton, Pimlico se usa como ejemplo de "una cosa desesperada". Argumentando que las cosas no son amadas porque sean grandes sino que se convierten en algo grande porque se las ama, afirma que si simplemente se aprobara, Pimlico "seguiría siendo Pimlico, que sería horrible", pero si "amada con un lazo trascendental y sin razón alguna terrenal" "en un año o dos podría ser más hermosa que Florencia."
Barbara Pym usó la iglesia de St. Gabriel como su inspiración para la de St. Mary en Excellent Women.
La zona es la casa de Francis Urquhart en la novela de 1989 de Michael Dobbs House of Cards.
La novela por entregas en línea del Daily Telegraph escrita por Alexander McCall Smith Corduroy Mansions se ambienta en Pimlico.

## Transporte

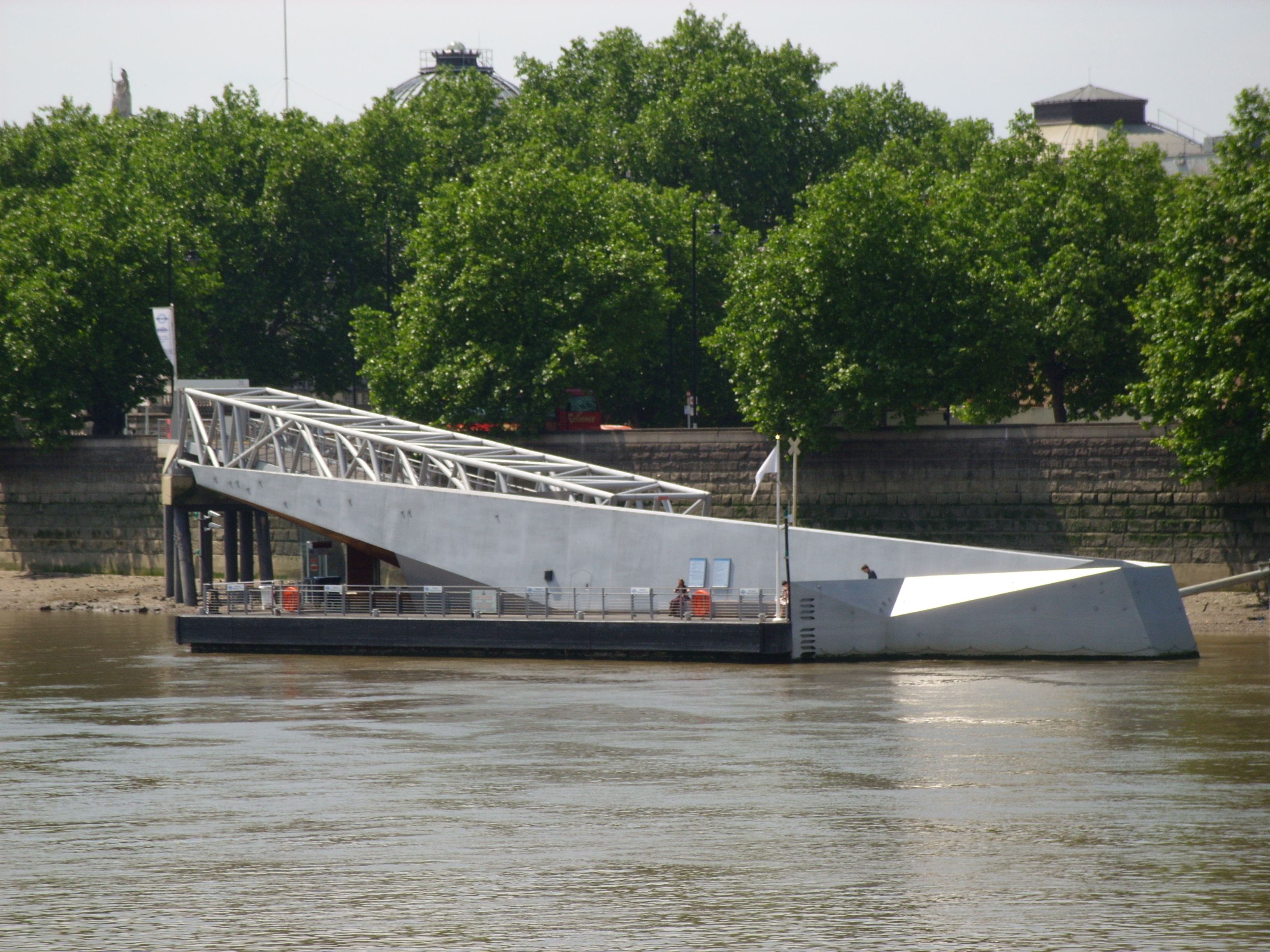
Servicios de barco fluvial desde el Millbank Millennium Pier

Sirven a Pimlico la estación de Pimlico en la Victoria line y la estación Victoria en las líneas Victoria, District y Circle. También el servicio de ferrocarriles nacionales desde la London Victoria Station.
Rutas de autobús que recorren a través del centro de Pimlico son la 24, 360, y la C10. Muchos más autobuses recorren la Vauxhall Bridge Road al este de Pimlico.
Servicios de barcos fluviales parten de Waterloo y Southwark desde Millbank Millennium Pier.
La zona tiene una docena de estaciones de embarque para el plan Barclays Cycle Hire.
Pimlico conectaría en Victoria con la propuesta Chelsea-Hackney line (Crossrail 2). Los planes que se están tomando en consideración para el redesarrollo de Nine Elms y Battersea Power Station incluyen un puente peatonal que cruzaría el río desde St. George's Square.
| Noroeste: Belgravia                        | Norte: Victoria                       | Nordeste: Westminster y St. James's Park |
| Oeste: Chelsea                             |                                       | Este: Millbank                           |
| Suroeste: Battersea (al otro lado del río) | Sur: Nine Elms (al otro lado del río) | Sureste: Vauxhall (al otro lado del río) |